# Accept

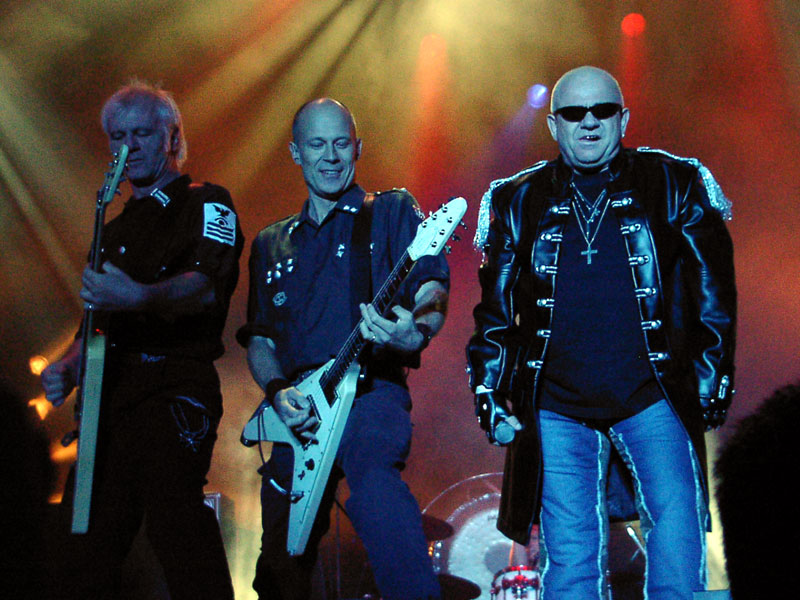
Accept med före detta sångaren Udo Dirkschneider

Accept är ett tyskt heavy metal-band från Solingen och grundades i början av 1970-talet av Udo Dirkschneider och Michael Wagener. Idag är Mark Tornillo sångare i bandet och det senaste (sjuttonde) albumet Humanoid släpptes 2024.

## Historia
Accepts rötter sträcker sig ända till Udo Dirkschneiders och Michael Wageners ungdom då de bestämde sig för att bilda ett band. Det började med att Wagener skulle spela gitarr och Dirkschneider keyboard, men med tiden övergick Udo Dirkschneider till att bli sångare. De kallade sig för "Band X" men 1971 bytte de namn till "Accept".

### Karriären tar fart
Efter att ha kommit på tredje plats i en tävling i Düsseldorf fick Accept chansen att spela in sin första skiva. Det resulterade i skivan Accept, som i sin tur följdes av I'm a Rebel vilken bland annat innehöll låten med samma namn. Låten "I'm a Rebel" var egentligen skriven för AC/DC, men då resultatet inte blev bra nog tog Accept den istället. Vid den här tiden var också Accepts ursprungliga uppsättning född: med Udo Dirkschneider (sång), Wolf Hoffmann (gitarr), Jörg Fischer (gitarr), Peter Baltes (basgitarr) och Stefan Kaufmann (trummor). Med Breaker 1981 hade Accept hittat sin stil och slog igenom i Europa med sin aggressiva musikstil. De uppnådde till och med status att få göra en Europaturné med Judas Priest. Bandets ena gitarrist Jörg Fischer hoppade av strax före inspelningen av nästa album och man anlitade Herman Frank som ersättare.

### Genombrottet
Med följande skiva Restless & Wild blev äntligen Amerika intresserade av Accept, men det var först med Balls to the Wall 1983 som Accept slog igenom riktigt världen över. Plattan sålde guld, titellåten "Balls To The Wall" blev en hit, och den här gången väntade en turné i Amerika på dem, nu med Jörg Fischer tillbaka på gitarr. Nästa stora album Metal Heart ledde till ett första besök i Japan för Accept. Detta dokumenterades i filmen Staying a Life som släpptes 1990 som livealbum.

### Dirkschneiders solokarriär
Efter Russian Roulette 1986 hoppade Udo Dirkschneider av Accept 1987 och grundade U.D.O. som släppte sitt debutalbum Animal House där låtarna var skrivna av Accept. Med David Reece som ersättare fortsatte Accept med albumet Eat the Heat 1989 där Jörg Fischer ännu en gång blivit ersatt, den här gången av Jim Stacy. Under turnén fick trummisen Stefan Kaufmann svåra ryggproblem och ersattes av Ken Mary under resten av turnén. Efter det splittrades Accept för första gången.

### Återföreningen

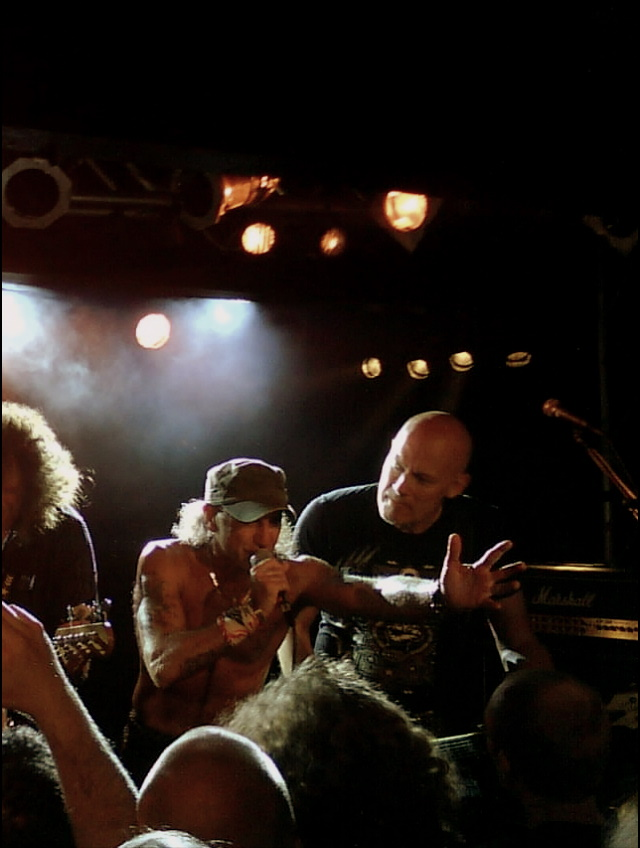
Mark Tornillo med gitarristen Wolf Hoffmann i Stockholm, maj 2010.

Efter att livealbumet Staying a Life släpptes 1990 krävde fansen att Accept skulle komma tillbaka. 1992 var Accept tillbaka med sin originalsättning, fast denna gång med bara Wolf Hoffmann som gitarrist. Accept drog igång sin återförening med Objection Overruled som påminner mycket om Accepts klassiska stil. Stefan Kaufmann var nu tillbaka på trummor igen, men under inspelningen av Death Row blev Kaufmann tvungen att sluta trumma för gott. De kvarvarande låtarna spelades istället in av Stefan Schwarzmann som även blev trummis för turnén. Man spelade sedan in Predator 1995 med Michael Cartellone på trummor. Albumet var tänkt att bli bandets sista studioalbum innan de slutade efter turnén 1996. Accept gjorde dock en återföreningsturné 2005 med sin nästan ursprungliga uppsättning, med Herman Frank som andra gitarrist och Stefan Schwarzmann som trummis.

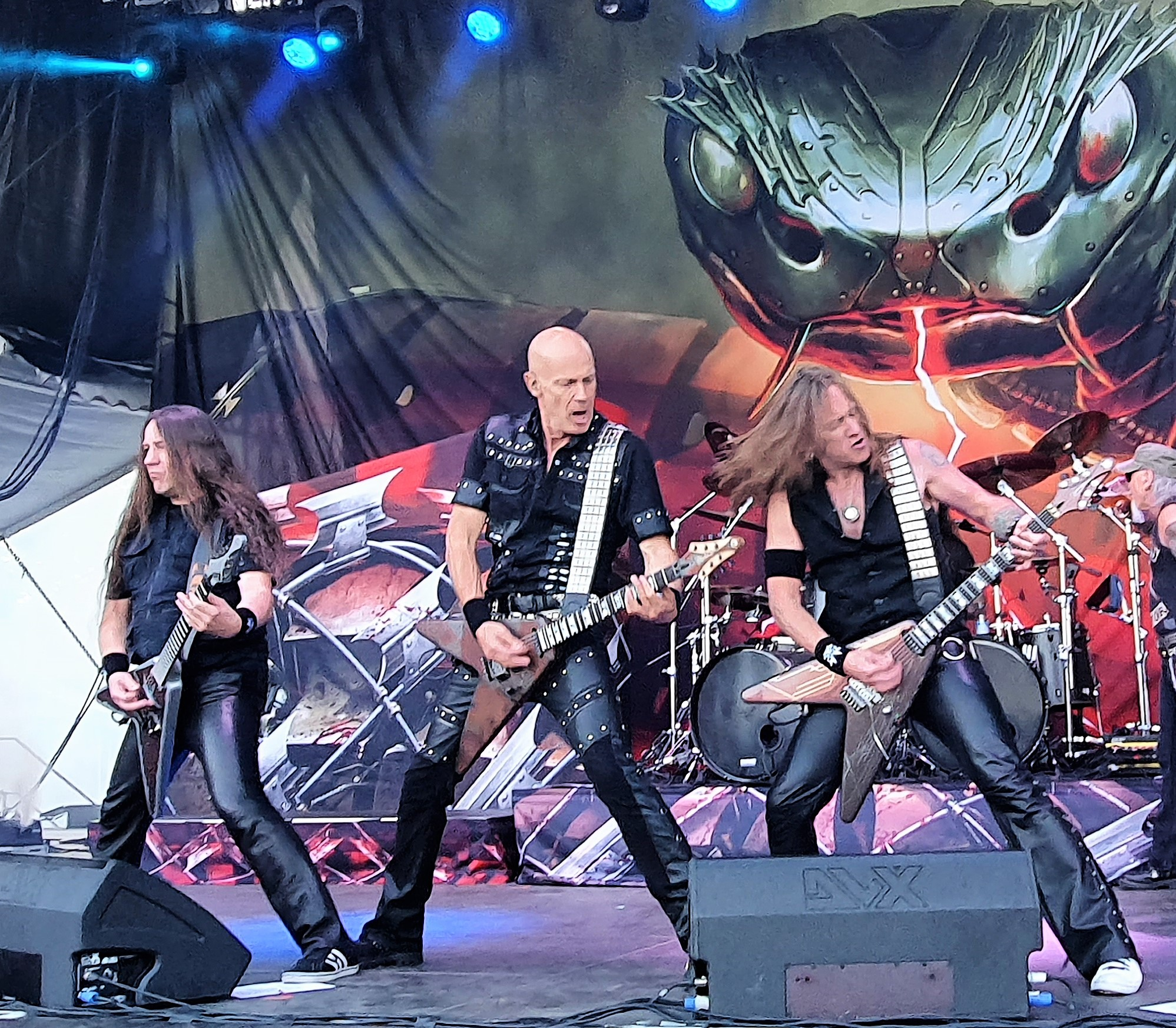
Accept i Kuopio juni 2022.

En ny återförening skedde 2009, men utan Udo Dirkschneider. Istället har man numera Mark Tornillo som sångare. En ny turné genomfördes 2010 och albumet Blood of the Nations släpptes 20 augusti samma år. Accept har släppt fem album med Tornillo som sångare. Initialt var Herman Frank och Stefan Schwarzmann gitarisst respektive trumslagare. 2015 valde de att ägna sig åt sina respektive solokarriärer. De ersattes av Uwe Lulis (gitarr) och Christopher Williams (trummor). 2018 valde Peter Baltes att hoppa av som basist och ersattes sedermera av Martin Motnik. Under 2019 tillkom en tredje gitarrist, Philip Shouse och Accept, är numer en sextett.

## Medlemmar
Nuvarande medlemmar
- Wolf Hoffmann – gitarr (1976–1989, 1992–1997, 2005, 2009–)
- Mark Tornillo – sång (2009– )
- Uwe Lulis – gitarr (2015– )
- Christopher Williams – trummor (2015–)
- Martin Motnik – basgitarr (2019–)
- Philip Shouse – gitarr (2019–)

Tidigare medlemmar
- Peter Baltes – basgitarr, sång (1976–1989, 1992–1997, 2005, 2009–2018)
- Frank Friedrich – trummor (1976–1979)
- Gerhard Wahl – gitarr (1976–1978)
- Udo Dirkschneider - sång (1976-1987, 1992-1997, 2005)
- Jörg Fischer – gitarr (1978–1982, 1984–1988)
- Stefan Kaufmann – trummor (1980–1989, 1992–1994)
- Herman Frank – gitarr (1982–1984, 2005, 2009–2014)
- Michael White – sång (1987)
- Rob Armitage – sång (1987–1988)
- David Reece – sång (1988–1989)
- Ken Mary – trummor (1989)
- Jim Stacey – gitarr (1989)
- Stefan Schwarzmann – trummor (1994–1995, 2005, 2009–2014)
- Michael Cartellone – trummor (1995–1997)

## Diskografi
Studioalbum
- 1979 – Accept
- 1980 – I'm a Rebel
- 1981 – Breaker
- 1982 – Restless and Wild
- 1983 – Balls to the Wall
- 1985 – Metal Heart
- 1986 – Russian Roulette
- 1989 – Eat the Heat
- 1993 – Objection Overruled
- 1994 – Death Row
- 1996 – Predator
- 2010 – Blood of the Nations
- 2012 – Stalingrad
- 2014 – Blind Rage
- 2017 – The Rise Of Chaos
- 2021 – Too Mean To Die
- 2024 – Humanoid

Livealbum
- 1990 – Staying a Life
- 1997 – All Areas - Worldwide Live
- 1998 – The Final Chapter
- 2017 – Restless and Live (Blind Rage - Live in Europe 2015)
- 2018 – Symphonic Terror - Live at Wacken 2017

EP
- 1985 – Kaizoku-Ban
- 1985 – London Leatherboys
- 1985 – Midnight Mover
- 1989 – Generation Clash
- 1998 – Breakers on Stage
- 2002 – Rich & Famous

Singlar
- 1979 – "Lady Lou" / "Seawinds"
- 1980 – "I'm a Rebel" / "No Time to Lose"
- 1981 – "Breaker" / "Breaking Up Again"
- 1981 – "Burning" / "Down and Out"
- 1981 – "Starlight" / "Feelings"
- 1982 – "Fast as a Shark" / "Get Ready"
- 1983 – "Restless & Wild" / "Don't Go Stealing My Soul Away"
- 1983 – "Restless & Wild" / "Fast as a Shark"
- 1984 – "Love Child" / "London Leatherboys"
- 1984 – "Balls to the Wall" / "Losing More Than You've Ever Had"
- 1985 – "Metal Heart"
- 1985 – "Midnight Mover" / "Balls to the Wall"
- 1985 – "Midnight Mover" / "Screaming for a Love Bite"
- 1986 – "Heaven Is Hell"
- 1986 – "Screaming for a Love Bite"
- 1989 – "Generation Clash"
- 1993 – "All or Nothing"
- 1993 – "I Don't Wanna Be Like You"
- 1996 – "Hard Attack"
- 2010 – "The Abyss"
- 2014 – "Stampede"
- 2017 – "The Rise of Chaos"
- 2018 – "Balls to the Wall (Live)"
- 2019 – "Life's a Bitch"

Samlingsalbum
- 1982 – Restless - The Best
- 1983 – Demon's Night (3x12" vinyl-box)
- 1983 – Best of Accept
- 1983 – Midnight Highway
- 1984 – Metal Masters
- 1986 – A Compilation of the Best of Balls to the Wall / Restless & Wild
- 1987 – Hungry Years
- 1992 – No Substitutes
- 1995 – Steel Glove: The Collection
- 1996 – The Best
- 1997 – Six Great Hits
- 1999 – Accept Box: The Story
- 2000 – Classics, Rocks 'n' Ballads - Hot and Slow
- 2010 – The Accept Collection
- 2013 – Balls to the Wall / Staying a Life
- 2013 – Metal Heart / Kaizoku Ban
- 2013 – Playlist: The Very Best of Accept

Video
- 1990 – Staying a Life (VHS)

Annat
- 1983 – Hard Rock 1 (delad 12" vinyl: Accept / Rebel / Epitaph / Santers)
- 1984 – + Heavy (delad 12" vinyl: Judas Priest / Accept / Scorpions / New Race / Hawkwind)
- 1986 – Marzazo Heavy (delad 12" vinyl: Ozzy Osbourne / Accept / Rosa Negra / Fastway)
- 1991 – Top Heavy Metal Music Video (delad VHS: Judas Priest / Accept / Quiet Riot / Warrant / Europe / Killer Dwarfs)
- 1997 – Loud & Proud - Six Pack - Six Great Hits (delad album: Judas Priest / Accept / Quiet Riot / Alice Cooper / Ram Jam / Europe)
- 2000 – Take 2: Accept & Quiet Riot (delad album: Accept / Quiet Riot)